# 安全データシート
安全データシート（あんぜんデータシート、英: Safety Data Sheet、略称 SDS）とは、危険性または有害性のおそれがある化学物質を含む製品を他の事業者に譲渡または、提供する際に、対象化学物質等の性状や取り扱いに関する情報を提供するための文書。

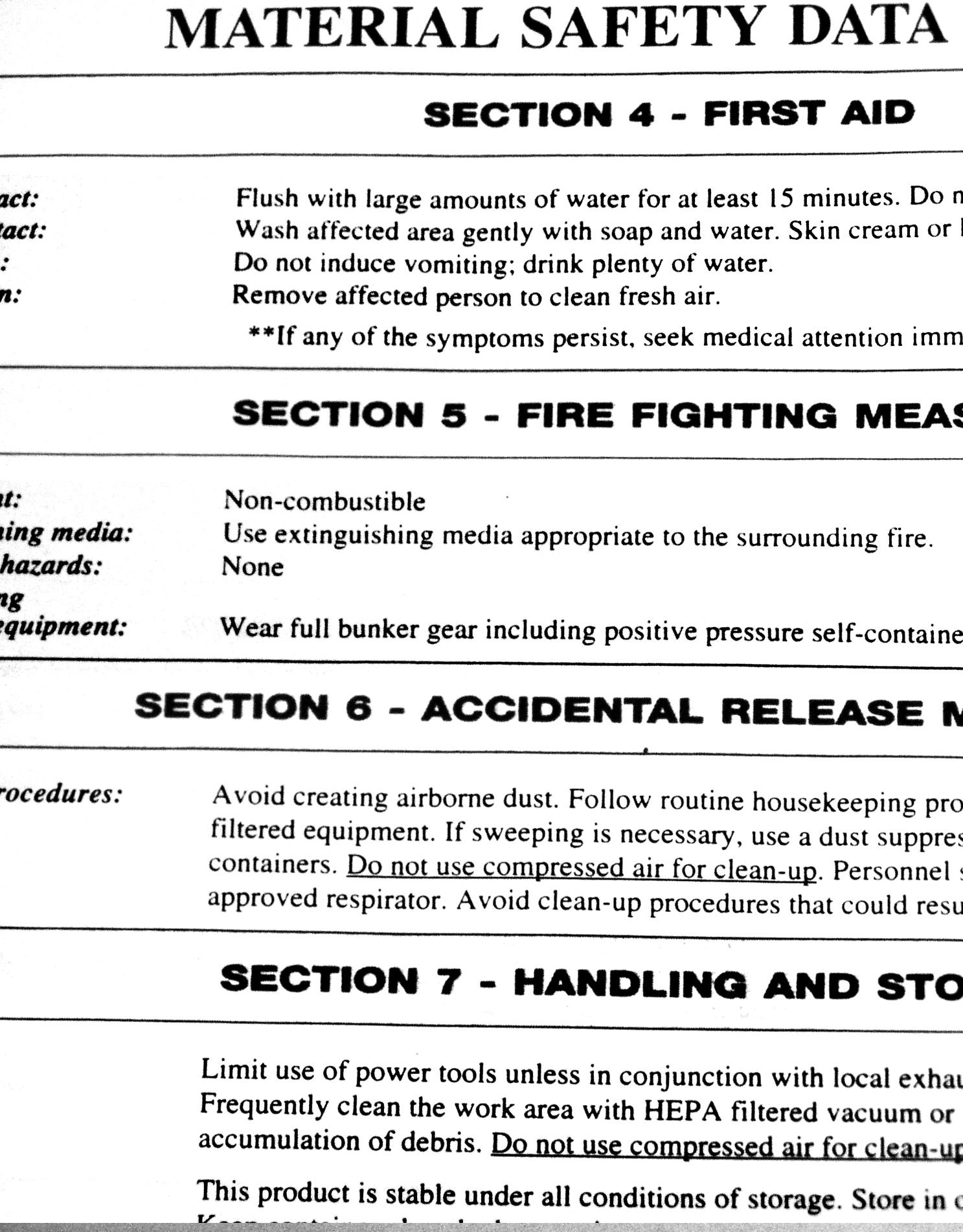
有害物質に関する関連情報、属性、および取り扱い手順を提供するアメリカ合衆国の文書

国際的には国際連合の化学品の分類および表示に関する世界調和システム(GHS)や ISO11014 で標準化されている。

## 目的
化学物質等を適正に使用、管理するには、その人体や環境への有害性、危険性について認識し、適切な取り扱いをすることが必要であるが、そのためには情報が不可欠である。化学物質を製造や輸入する事業者など譲渡・提供する事業者は、化学物質の使用事業者や輸送・保管事業者などに比較的して情報を入手しやすいが、これらの情報は、取引の際に積極的に提供されにくい性質を有することから、危険性有害性のおそれがある化学物質等については、自主管理に必要となる情報が確実に伝えられるようにすることを目的に、統一した様式で提供するように法令で義務付けられている。

## 日本のSDS
日本では、GHS関係省庁連絡会議 により法規制等のGHSへの対応を行っている。導入当初はJIS Z 7250で定義された化学物質等安全データシート(かがくぶっしつとうあんぜんデータシート、英: Material Safety Data Sheet、略称 MSDS)と呼ばれていたが、2012年4月に、JIS Z 7250とJIS Z 7251を統合してJIS Z 7253が制定された際に国連 GHS化学品の分類および表示に関する世界調和システム で規定されている略称のSDSに変更された。

### 対象化学物質
日本では、毒物及び劇物取締法及び指定令で指定されている毒物や劇物（日本の毒物一覧、日本の劇物一覧を参照。）の全て、労働安全衛生法及び同施行令で指定された通知対象物（名称等を通知すべき危険物及び有害物）、特定化学物質の環境への排出量の把握等及び管理の改善の促進に関する法律（化学物質排出把握管理促進法、PRTR法、化管法とも呼ばれる）施行令で定める指定化学物質を1%以上（ただし、特定第一種指定化学物質は0.1%以上）含有する製品を事業者間で譲渡・提供するときに、事前または同時にSDSの提供が義務化されている。媒体は文書、磁気ディスクのほか、ファクシミリ、電子メール、譲渡提供者の管理下にあるWebページ（二次元コードも含む）への掲載も可能である。また、内容に変更が生じた場合も速やかに変更後の内容で提供するように努めるよう規定されている。
また、あわせて化学物質の容器にもGHS対応の絵表示や注意喚起語、措置の概略が記載されたラベルの貼付が規定されている。
労働安全衛生法（第57条の2）に基づく通知対象物は、2024年4月1日現在で896物質ある。なお、2025年4月1日以降は、厚生労働省・環境省、独立行政法人製品評価技術基盤機構（NITE）で公開する、GHSに基づく政府分類で危険性又は有害性があると認められたものが全般的に通知対象物となる。
PRTR法に基づく政令で定められている物質は、2024年末現在、第一種指定化学物質が515物質 、第二種指定化学物質が134物質 、合計649物質である。この第一種と第二種は有害性ではなく、流通量の違いによっている。扱い数量に関わらずSDSの提供が必要。
なお、上述の法でSDSの提供が義務付けられないケースは各法律で異なっており、注意が必要である。例えば、PRTR法では次のような場合は対象とならない（施行令第5条、第6条参照）。
- 指定化学物質の含有率が指定の値より小さいもの。
- 固形物であり、使用時にも固形物以外の形状（粉体、顆粒や液体）とならない（管、板、組立部品など）
- 密封された状態で使用されるもの（バッテリー、コンデンサなど）
- 一般消費者用の製品（家庭用洗剤、殺虫剤など）
- 再生資源（空き缶、金属くずなど）

### 記載内容
- 日本産業規格（JIS Z 7253:2019「GHSに基づく化学品の危険有害性情報の伝達方法−ラベル，作業場内の表示及び安全データシート（SDS）」）で標準化されている記載内容。化管法で、これに適合した記載を努めるように規定されている。純物質については2012年6月1日から施行されているが、混合物については2015年4月1日に施行された。
  1. 製品及び会社情報 - 製品名称、SDSを提供する事業者の名称、住所及び連絡先
  2. 危険有害性の要約 - GHS対応の絵表示や注意喚起語を使用
  3. 組成、成分情報 - 含有する指定化学物質の名称、指定化学物質の種別、含有率（有効数字2桁）
  4. 応急措置
  5. 火災時の措置
  6. 漏出時の措置
  7. 取扱い及び保管上の注意
  8. 暴露防止及び人に対する保護措置
  9. 物理的及び化学的性質
  10. 安定性及び反応性
  11. 有害性情報
  12. 環境影響情報
  13. 廃棄上の注意
  14. 輸送上の注意
  15. 適用法令
  16. その他の情報

2006年12月からは、SDSにもGHS対応の絵表示（包装ラベルに示すものと同じもの）を付ける事が求められるようになった（危険有害性の要約）。

## 欧州連合のSDS
欧州連合（EU）では欧州化学物質庁（ECHA）のREACH規則でSDSを規定している。

## 米国のSDS
アメリカ合衆国では、労働安全衛生標準の連邦規則CRF1920:1200 App DでSDSを規定している。
米国国家規格協会（ANSI Z400、1/Z 129.1-2010）「職場の危険有害化学品における危険有害性評価、安全性データシート及び安全ラベルの作成」を参照。

## 中国のSDS
中華人民共和国では、1998年に国家規格GB/T 17519-1998『化学品安全資料集』で作成が標準化され、MSDSまたはCSDSと称されていたが、2003年に「化学品安全技術説明書（SDS）」に統一され、2008年にはGHS対応となった。現在、作成方法や記載内容は、欧米日本の規格を参照して2013年に作成、改訂された、GB/T 17519-2013『化学品安全技術説明書編写指南』により規定されている。

## 台湾のSDS
中華民国では、従来『物質安全資料表（MSDS）』と称していたが、2014年12月11日より改正『毒性化学物質標示及び安全資料表管理弁法』によって『安全資料表（SDS）』と改称された。

## MSDSplus
日本のアーティクルマネジメント推進協議会（JAMP）が推奨する製品含有化学物質情報を伝達するための基本的な情報伝達シート。製品中に含有される成分が規定を受ける「法規等の名称」、管理対象物質の「含有有無」、「物質名」、「CAS番号」、「濃度」などの情報に関して、SDSの作成規定から外れる微量含有物質の情報についても補足、伝達するための資料。作成のためのソフトウェアが用意されていたが、chemSHERPAへの移行に伴い2018年1月の更新をもって2018年6月末に公開終了となっている。